# Siphonophorida
Siphonophorida (лат.) — отряд многоножек из инфракласса Helminthomorpha класса двупарноногих (Diplopoda). Тело очень узкое, длиной 5—70 мм. Голова грушевидная или заканчивается длинным клювом. Омматидии отсутствуют. Тело может насчитывать до 192 сегментов (род Illacme), что делает представителей отряда обладателем наибольшего числа конечностей среди всех членистоногих. Девятая и десятая пара ног самца превращены в гоноподы (половые ножки). Гонопоры самцов открываются на тазиках второй пары ног. Распространены в тропиках и субтропиках Америки, на юге Африки, в Азии (до северного Пакистана), в восточной Австралии и Новой Зеландии. 

## Палеонтология
Древнейшие представители отряда были найдены в меловом бирманском янтаре. Отмечались также из доминиканского янтаря. 

## Классификация
В отряд включают 115 видов в составе 14 родов и 2 семейств:
- Siphonorhinidae Cook, 1895 — 4 рода, 11 видов
- Siphonophoridae Newport, 1844 — 10 родов, 115 видов